# تاريخ صقلية

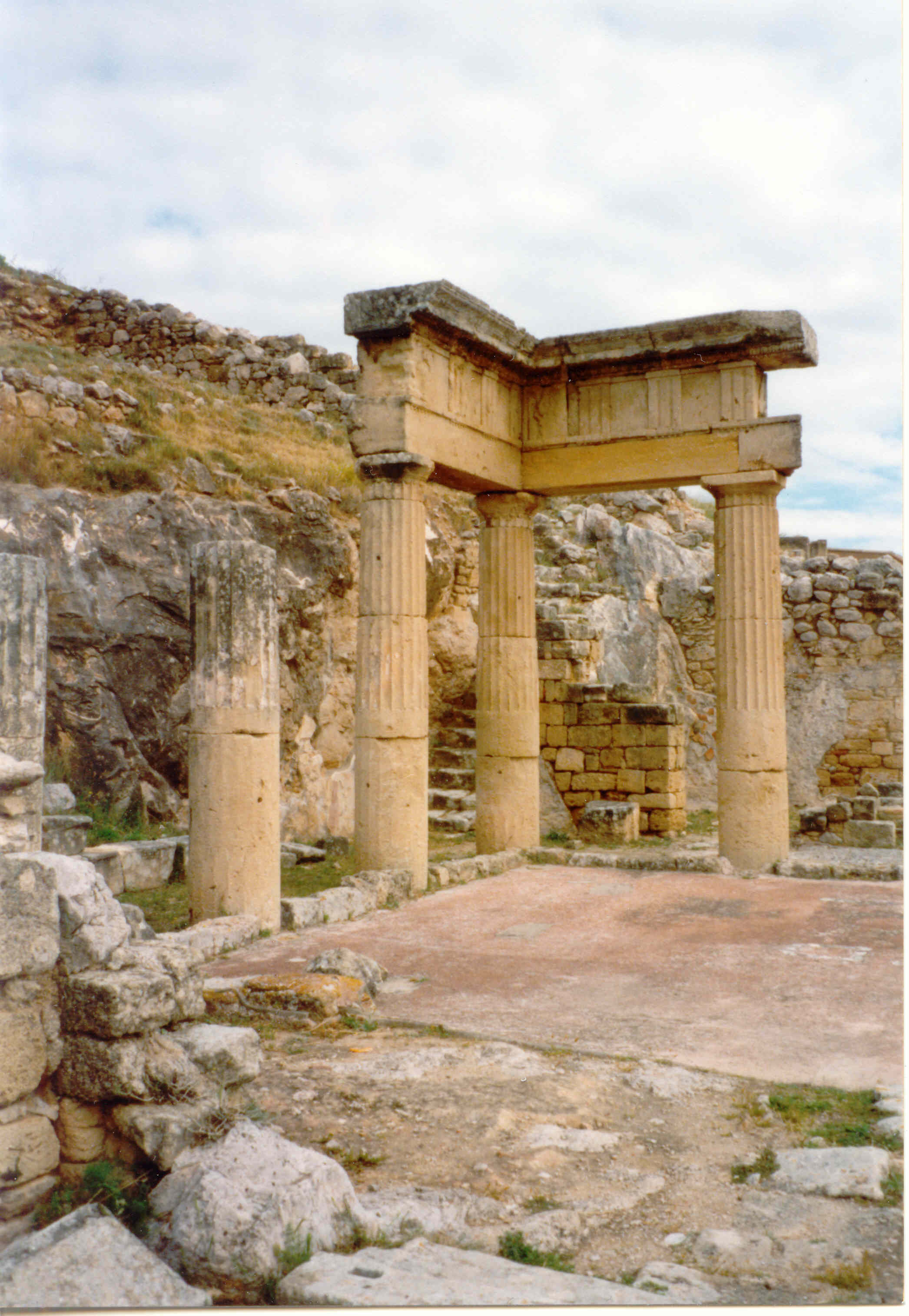
ردهة الفناء الداخلي في بيت روماني بمدينة سولونتو، بصقلية.

تأثر تاريخ صقلية بالعديد من المجموعات العرقية، فقد شهدت صقلية سيطرة عدة قوى على مر التاريخ، بما في ذلك الفينيقيون والقرطاجيون واليونانيون والرومان والوندال والقوط الشرقيون والبيزنطيون والعرب والنورمان والأراغون والإسبان والنمساويون والبريطانيون، ولكنها شهدت أيضًا فترات مهمة من الاستقلال كما هو الحال في ظل السكان الأصليين السيكانيين والإليميين والصقليين والصقليين اليونانيين ولا سيما سرقوسة مع حكامها، وفي وقت لاحق كمقاطعة صقلية ومملكة صقلية.

## صقلية الإسلامية

### ما قبل الحكم الإسلامي
سقطت صقلية في يد العرب في عام 652م لمدة قصيرة وسرعان ما غادروها بعد ذلك، بيد أن هذا شكّل أول اتصال مع العرب الذين أنشأوا لاحقا مراكز تجارية على السواحل الغربية للجزيرة.
فتح المسلمون جزيرة قوصرة Pantelleria (بنت الرياح) حوالي عام 700م، وبقيت صقلية ذات الأهمية الاستراتيجية في السيطرة على البحر الأبيض المتوسط بيد البيزنطيين. وعقدت العرب معهم اتفاقيات تجارية واستقر التجار العرب في موانئ صقلية.
وكان تفتت الإمبراطورية البيزنطية وضعفها قد عزز الشعور بالسخط عليها من قبل الصقليين سياسيا وثقافيا فهم يعتبرون أنفسهم أقرب لروما التي تحكمها الإمبراطورية الغربية من القسطنطينية التي تحكمها الإمبراطورية الشرقية.
بين عامي (803820) بدأت كفاءة البيزنطيين في الانحدار في منطقة وسط البحر الأبيض بشكل واضح إبان حكم الإمبراطورة إريني وساهمت حادثة تومازو السلافي في تعزيز حالة ضعف الإمبراطورية.
وسط ذلك انقلب ضد البيزنطيين يوفيميوس قائد الأسطول البيزنطي وهو مالك أراضي ثري، واستولى على حكم صقلية بمساعدة نبلاء صقليين وأعلن نفسه إمبراطورا عام 823 في سرقوسة، وطلب المساعدة من العرب عام 825 للحفاظ على سيطرته على الجزيرة، فرد البيزنطيون بقسوة بقيادة فوتينو، وبعد هزيمته في سرقوسة فر يوفيميوس إلى إفريقية لاجئا وطالبا العون من أمير الأغالبة زيادة الله في القيروان عارضا عليه الجزية مقابل جعله حاكما عليها.
ورغم أنهم خرجوا لتوهم من هزة التمرد الذي قاده ضدهم منصور الطنبذي كان ردّهم بإعداد أسطول من مائة سفينة مع عشرة آلاف مقاتل أغلبهم من المتطوعين للجهاد وسبعمائة فارس بخيولهم.

### الحكم الإسلامي
بدأ فتح صقلية 17 يونيو في يد العرب عام 827 تحت قيادة الفقيه المالكي والقاضي أسد بن الفرات مؤلف «الأسدية» وتألف الجيش أساسا من العرب والبربر من شمال أفريقيا والأندلس. اكتسب المسلمون موطئ قدم في مازارا دل فالو ومارسالا فتم تحصينهما واستخدموهما كرأس حربة التوسع وكقواعد لرسو السفن.
كان هدف الحملة التعمق قدر الإمكان في الجزيرة، ولا ينخدعوا بقدرتهم على تخطي الدفاعات الهائلة لعاصمة البيزنطيين الصقلية سرقوسة، ولكن ضعف البيزنطيين الخارجين لتوهم من صراع مع تومازو السلافي أظهر لأسد بن الفرات إمكانية ملموسة لتغير الهدف الإستراتيجي للحملة إلى حملة السيطرة الحقيقية والكاملة.
ولكنه بعد سقوط جزء كبير من الجزيرة في يد العرب أصيب بالمرض يعتقد أنه وباء الكوليرا وتوفي وقد جاوز السبعين عاما سنة 213 هـ الموافق 828 للميلاد، وعين خلفا له محمد بن أبي الجواري بناء على رغبة الجنود. وفي 830 عام تلقى المسلمون تعزيزات جزء منها من إفريقية (المشغولة آنذاك لصد هجوم دوق لوكا بونيفاتشو الثاني) والجزء الأكبر أتى من الأندلس، وهكذا استطاع المسلمون ان يستولوا على باليرمو بين أغسطس وسبتمبر من عام 831 بعد حصار طويل واتخذت عاصمة للجزيرة، ومن ثم لحقها غزو مسينا عام 843، وموديكا وراغوزا عام 848، وقصريانة (إنا حاليا) عام 859 بقيادة عباس بن الفضل وكان قد ألحق هزيمة نكراء بأسطول بيـزنطي قرب سيراقوسة واعتبر المؤرخون الأوروبيون عباس بن الفضل من أمهر وألمع القادة المسلمين الذين واجهتهم الجيوش الأوروبية. ولكن سيراقوسة المعتمدة على الدعم من مالطا فضلا عن دعم دوقات كالابريا وأوترانتو ونابولي صمدت، وتجاوزت الحصار الذي فرضه خفاجة بن سفيان بين عامي 872 و873 وسقطت في 21 مايو 878 بعد حوالي من نصف قرن من بداية حملة أسد بن الفرات بعد حصار خانق.
وفي 1 أغسطس عام 902 سقطت طيرمينة (Taormina) آخر معاقل بيزنطة المهمة التي فتحها إبراهيم الثاني الأغلبي الذي استطاع أن يجعل كل صقلية تحت السيطرة الإسلامية، وكانت آخر بؤر البيزنطيين كانت روميتا وسقطت عام 963.
وكان إبراهيم الثاني قد تخلى عن الملك لابنه عبد الله بعد أن عزله الخليفة العباسي المعتضد في بغداد سنة 289 هـ، فجاء إلى صقلية، وكان يرمي إلى مواصلة التقدم في إيطاليا شمالاً والوصول إلى روما والقسطنطينية لغزوها مصداقاً للحديث، فقطع مضيق ميسينا متجها شمالا عبر قلورية (كالابريا) ولم يواجه مقاومة تذكر إلا أن ميسرته توقفت عند على مشارف كوزنسا ولعلها كانت أول مدينة تقاومه، يعتقد أن سبب توقف العمليات العسكرية كان قلة التنظيم وقصور الامتدادات والنتائج الملموسة وأصيب إبراهيم بالزحار ولم يمهله كثيرا فقضى نحبه وعلى حافة التشتت انسحب الجيش، وانتهى بذلك طموح غزو «الأرض الكبيرة».
وأصبحت باليرمو في ظل الحكم الإسلامي واحدة من أكبر المدن في العالم.

### إمارة صقلية
حكمت صقلية من قبل لسلالة الأغالبة من أهل السنة والجماعة في إفريقية (الاسم القديم لتونس)، ولما قضى الفاطميون الإسماعيليون على دولة الأغالبة عام (297 هـ/ 909 م)، ورثوا أسطولها وممتلكاتها ودخلت صقلية في فلك الدولة الفاطمية، وصار يحكمها ولاة من قبل الخلفاء الفاطميين سواء في المهدية أو في القاهرة لاحقا، إلا أن هذه التبعية كانت اسمية في غالب الأحيان خصوصاً في عهد أسرة الكلبيين (948- 1052 م) التي تمتعت باستقلال ذاتي في حكم الجزيرة.
فبعد قمع تمرد عين الخليفة الفاطمي حسن الكلبي أميرا على صقلية (948-964). بعد نجاحه في صد البيزنطيين أسس سلالة الكلبيين في صقلية. استمرت الغارات على جنوب إيطاليا تحت حكم الكلبيين إلى القرن الحادي عشر، وهزم جيش ألماني في عام 982 بقيادة أوتو الثاني بالقرب من كروتوني في قلورية (كالابريا). شهدت فترة الأمير يوسف الكلبي (990-998) بداية عصر الانحطاط. وتحت حكم الأخال (1017-1037) احتدم الصراع بين الفصائل داخل الأسرة الحاكمة نفسها بأشكال مختلفة من التحالف مع البيزنطيين والزيريين. وبحلول عهد الأمير حسن الصمصام (1040-1053) تجزءت الجزيرة إلى اقطاعيات صغيرة متعددة كانت في حكم الإمارات مستقلة، لعبت صقلية دورا متميزا كجسر بين أفريقيا وأوروبا. وازدهرت التجارة والضرائب منخفضة. اتسم نظام الحكم بالتسامح، وبالرغم من حرية العبادة فقد اعتنق المسيحيون الإسلام فوجد مئات من المساجد في باليرمو وحدها.
بدأ العرب إصلاح الأراضي الذي أدى إلى زيادة الإنتاجية وتشجيع نمو الحيازات الصغيرة إلى عقارات أراضبة كبيرة. وواصل العرب تحسين نظم الري. وقد وصف ابن حوقل باليرمو وهو تاجر من بغداد زار صقلية في 950. لا تزال حي مسور يسمى Kasr (قصر) وسط باليرمو حتى اليوم، مع المسجد الجامع في موقع الكاتدرائية الرومانية المتاخرة. وحي الخالصة (Kalsa) الذي يحوي قصر السلطان وحمامات ومسجد ومكاتب حكومية وسجن خاص. وأحصى ابن حوقل 7,000 جزار يتاجرون في 150 محل.
بالإضافة إلى الأندلسيون العرب والعرب الأخرى ن كان هناك البربر والافارقة السود واليونانيين البيزنطيين
و اليهود والسلافيين واللومبارديون. ازدهر غربي صقلية خاصة مع استقرار البربر في المنطقة أغريجنتو مقرونا مع القبائل العربية والعرب المصريين والسوريين في باليرمو.
و لم تنعم صقلية بالهدوء والاستقرار مدة طويلة خصوصاً بعد انقراض دولة الكلبيين (1052)، إذ دبت فيها النزاعات الداخلية مما أدي إلى قيام فترة شبيهة بفترة ملوك الطوائف بالأندلس ومن ثم كان من السهل على أي فاتح أن بغزو الجزيرة من الشمال أو الجنوب.
حكم المسلمين في صقلية انتهى ببطئ بعد دعوة من امراء كاتانيا وسيراكوزا لغزو النورمان. فهجموا على صقلية إبان حكم روجر الأول في سنة 1061، مفتتحا ثلاثين سنة من الصراع ضد المسلمين. في سنة 1068 هزم روجر ورجاله العرب في ميزيلميري ولكن أهم المعارك كانت حصار باليرمو في 1072 والهزيمة النهائية لأمير نوتو في سنة 1091. عقب غزو النورمان ظلت تأثير العرب مستمرا فخلق ثقافة هجينة في الجزيرة ساهمت كثيرا في تحديد الطابع الحديث لصقلية.
استولى العرب على كامل جزيرة صقلية فترة زمنية قصيرة نسبيا، إلا أن التغييرات التي تعرضت لها الجزيرة بعيدة الاثر وطويلة الامد وايجابية من الناحية الاقتصادية. فأعمالهم في تحسين نظام العمليات الزراعية (مثل الري) والعلوم والتجارة والفنون. جزء كبير من قاعدة الجزيرة الزراعية القائمة حتى يومنا هذا تتكون من النباتات التي ادخلها المسلمون إليها، بما في ذلك البرتقال والليمون والفستق وقصب السكر. بقيت حوالي 300 كلمة من أصل العربية لا تزال موجودة في اللغة الصقلية أغلبها مصطلحات الزراعية. في أواسط القرن الحادي عشر كانت صقلية على وشك دخول الفترة الأكثر ازدهارا في تاريخها كله بينما كان الغزاة من الشمال على وشك إدخال نظم حكم وقانون ودين، فورثوا اقتصادا مزدهرا يستند على التجارة والعمليات الزراعية كفوؤة.
و استفاد ملوك النورمان في القرن الحادي عشر من منجزات العلماء المسلمين فيها وشجعوهم على مواصلة البحث العلمي ودراسة الظواهر المختلفة فكانت بذلك معبرًا للحضارة الإسلامية إلى أوروبا. لم ينته الوجود العربي في صقلية بخروج العرب فهم لم يخرجوا جميعا بل بقي منهم الكثير بتشجيع النورمان - الذين لم يحاولوا اجتثاث العرب كما فعل الإسبان - على البقاء؛ فبقيت تأثيرات العرب واضحة في الفنون والعمارة. ولا تزال الكثير من تلك الاثار موجودة خاصة في النقوش الموجودة على القصور والكنائس التي ترجع إلى العصر العربي وما بعدة، بل إن سكان صقلية الاصليين يختلفون في ملامحهم عن سائر الإيطاليين ويحتفظون ببعض التقاليد التي ترجع لفترة الوجود العربي كالثأر والحمية والانتماء إلى العائلة. كانت صقلية رافدا مهما لانسياب الحضارة والمؤثرات العربية إلى أوروبا، ويمكن تمييز الملامح والدماء العربية الواضحة في السكان الأصليين لصقلية حتى اليوم، بل أن كثيرا من أسماء المدن الصقلية هي في الأصل أسماء عربية مثل مارسالا والتي أصلها مرسى الله أو مرسى على، وقد دخلت مفردات عربية كثيرة في اللغة الإيطالية عبر اللهجة الصقلية مثل: كلمة Meschino مسكينو والتي تعني المسكين أو الفقير بالعربية.